# Nora Sopková
Nora Sopková (* 12. dubna 1976 Praha) je česká výtvarnice, scénografka a set dekoratérka. Byla nominována na Oskara a na cenu BAFTA za práci na filmu Králíček Jojo (2019).

## Životopis
Narodila se 12. dubna 1976 v Praze jako jedna nejmladší tří dcer malíře Jiřího Sopka a grafičky Rajny Miluničové. Její strýc byl architekt Vlado Milunić. Vyrůstala v honosném bytě na Rašínově nábřeží po Miloši Havlovi, který byl na začátku 50. let přidělen jejím prarodičům. Vystudovala scénografii na Střední uměleckoprůmyslové škole. Poté studovala katedru nonverbálního a komediálního herectví HAMU a scénografii na DAMU. K filmu ji přivedl kameraman Martin Štěpánek, s nímž spolupracovala na seriálu Dokonalý svět, ale i na podobě pražského kadeřnického salonu Red, takže se věnuje i interiérovému designu. Její hlavní pracovní náplní je filmová tvorba. Jako set dekoratérka pracovala například na snímcích Královská aféra (2012), Tři sezóny v pekle (2009), Rudý kapitán (2016), Marguerite (2015), Toman (2018) nebo Králíček Jojo režiséra Taiky Waititiho, za který byla spolu s kolegou Ra Vincentem nominována na Oskara a cenu BAFTA. Pracovala také na americkém historickém dramatu White Bird (2023).
Spolu s manželem, který pracuje také ve filmovém průmyslu si vede soukromý fundus, sbírá starožitnosti, kabelky a vázy, kterých má několik stovek kusů. Z důvodu prostoru sbírá menší předměty od psacích potřeb po šperky, které pak využívá při své profesi.

## Ocenění
| Rok  | Cena                                                 | Kategorie                     | Film          | Výsledek | Poznámky                | Ref.  |
| ---- | ---------------------------------------------------- | ----------------------------- | ------------- | -------- | ----------------------- | ----- |
| 2019 | Washington D.C. Area Film Critics Association Awards | Nejlepší filmová architektura | Králíček Jojo | nominace | společně s Ra Vincentem |       |
| 2020 | Cena Akademie                                        | Nejlepší výprava              | Králíček Jojo | nominace | společně s Ra Vincentem | [ 2 ] |
| 2020 | Cena BAFTA                                           | Nejlepší výprava              | Králíček Jojo | nominace | společně s Ra Vincentem | [ 2 ] |